# Veronica Jugănaru
Veronica Jugănaru es una deportista rumana que compitió en remo. Ganó dos medallas en el Campeonato Mundial de Remo, plata en 1977 y bronce en 1979.

## Palmarés internacional
| Campeonato Mundial | Campeonato Mundial       | Campeonato Mundial | Campeonato Mundial       |
| Año                | Lugar                    | Medalla            | Prueba                   |
| ------------------ | ------------------------ | ------------------ | ------------------------ |
| 1977               | Ámsterdam (Países Bajos) | Medalla de plata   | Cuatro scull con timonel |
| 1979               | Bled (Yugoslavia)        | Medalla de bronce  | Cuatro scull con timonel |